# Hinkleville (Virginie-Occidentale)
 (avril 2025).
Hinkleville est une census-designated place située dans le comté d'Upshur, dans l’État de Virginie-Occidentale, aux États-Unis. Lors du recensement de 2020, elle comptait 366 habitants.